# Micro Channel Architecture

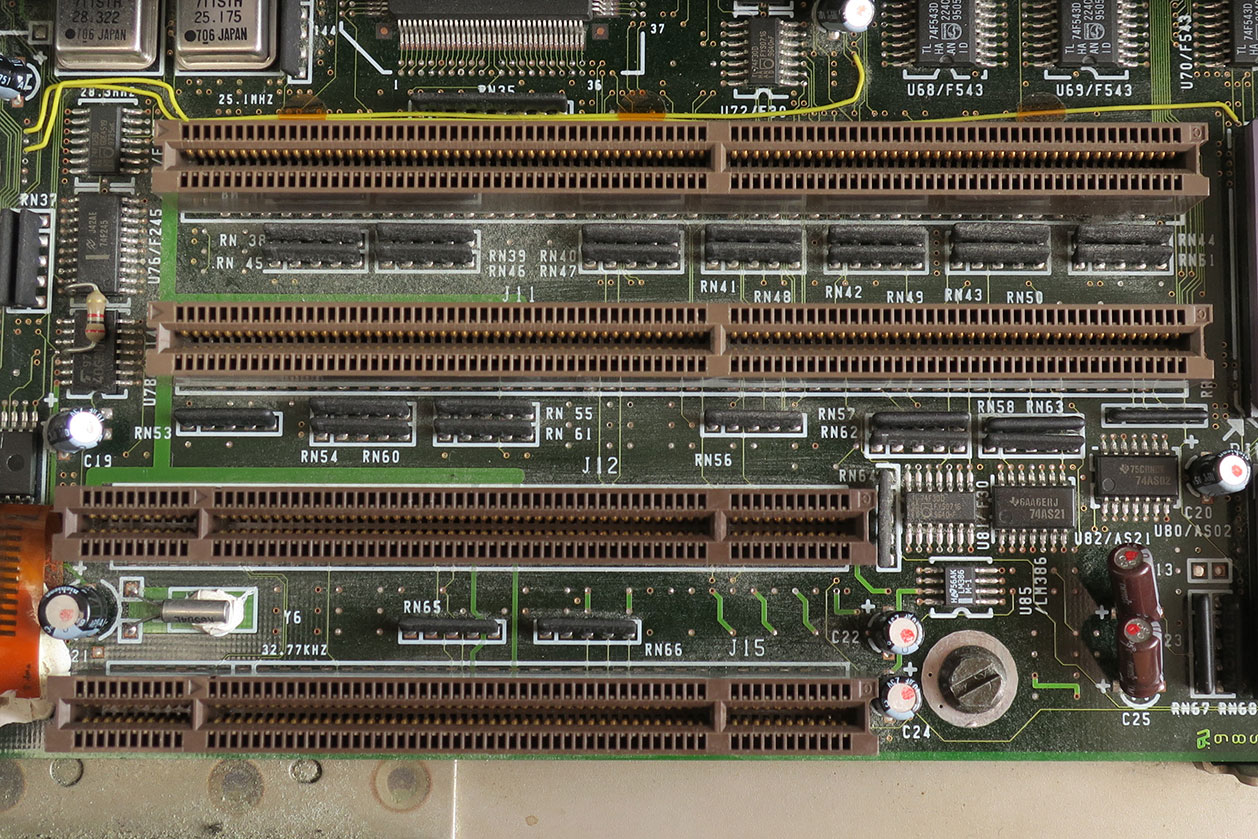
Doi conectori MCA 32-bit și doi conectori 16-bit pentru extensie video auxiliară.

Micro Channel Architecture (MCA) a fost o magistrală de date paralelă de 16-bit sau 32-bit, dezvoltată de inginerul Chet Heath de la IBM. Magistrala a fost introdusă în 1987 cu noua familie de computere personale PS/2 și a fost folosită până în anul 1992 când a fost înlocuită de magistrala PCI. În 1988, Intel a dezvoltat versiunea proprie de chip MCA, cunoscută sub numele de "i82310".

MCA a fost utilizată exclusiv în sistemele lansate de IBM: PS/2, RS/6000, AS/400 și System/370. Modelele 50Z, 55SX și 60 ale calculatoarelor PS/2 utilizează o versiune de 16 biți a acestei magistrale, iar modelele 70, 80 utilizează o versiune de 32 de biți pentru adrese și date.
Acest tip de magistrală nu a fost utilizat pentru mult timp datorită faptului că plăcile adaptoare pentru sisteme ISA nu funcționează în sisteme MCA.

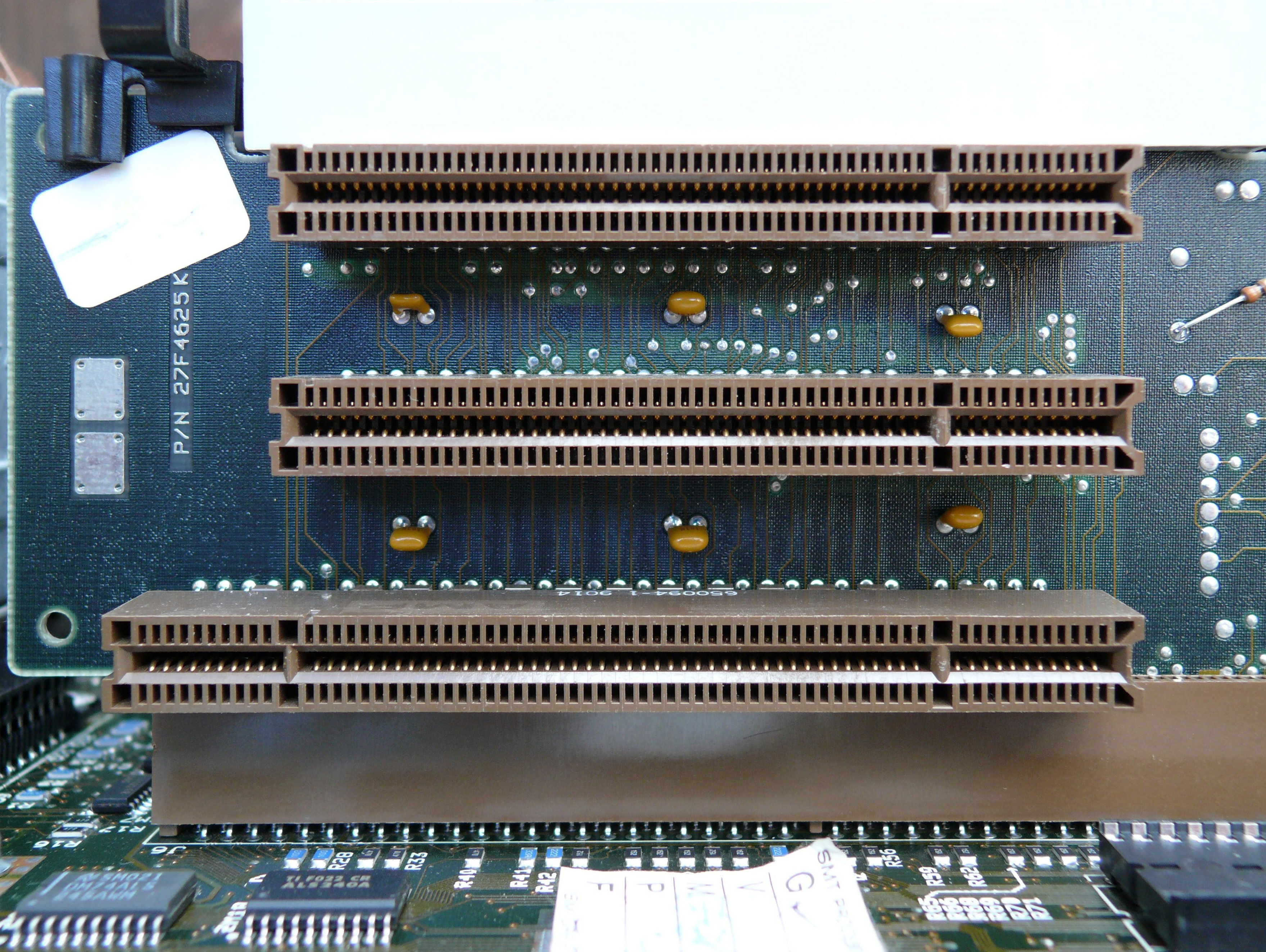
Conectori MCA 16-bit pe o placă IBM PS/2

## Caracteristici
MCA este complet diferită și superioară magistralei ISA:
- Lățime teoretică de bandă de 66 MB/s (în practică - maximum 40 MB/s).
- Se folosesc patru tipuri de conectoare: 16 biți, 16 biți cu extensii de memorie, 16 biți cu extensii video, și 32 de biți.
- Transferuri de date I/O 8-bit, 16-bit, 24-bit sau 32-bit într-un spațiu de adrese de 64 KB (lățime de adresă pe 16 biți).
- Transferuri de date de memorie 8, 16, 24 sau 32 de biți într-un spațiu de adrese de 16 MB (lățime de adrese pe 24 de biți) sau 4 GB (lățime de adresă pe 32 de biți).
- Permite transferul de date între componente master și slave.
- Permite multiprocesare.
- Acces direct la memorie (DMA) prin bus mastering.
- Posibilitatea de a utiliza modul exploziv
- Suport pentru transferul de date atât sincron cât și asincron.
- Procedură flexibilă de configurare a sistemului care utilizează registre programabile.
- Ușor de folosit deoarece este lipsit de jumpere și comutatoare, atât pe placa de bază, cât si pe plăcile adaptoare.
- Extensie de memorie și video opțională.
- Recunoașterea automată a cardurilor de extensie.
- Caracteristici electromagnetice îmbunătățite.[1][2]